# Audon
Audon é uma comuna francesa na região administrativa da Nova Aquitânia, no departamento Landes. Estende-se por uma área de 7,46 km². Em 2010 a comuna tinha 384 habitantes (densidade: 51,5 hab./km²).